# Slätbjörnbär
Slätbjörnbär (Rubus eluxatus) är en rosväxtart som beskrevs av L. M. Neuman. Enligt Catalogue of Life ingår Slätbjörnbär i släktet rubusar och familjen rosväxter, men enligt Dyntaxa är tillhörigheten istället släktet rubusar och familjen rosväxter. Artens livsmiljö är jordbrukslandskap.

## Underarter
Arten delas in i följande underarter:
- R. e. rausvicensis
- R. e. trichocarpus